# Best My Songs
Best My Songs는 대한민국 가수 엄정화의 첫 번째 베스트 앨범이다. 1998년에 발매되었다.

## 수록곡
1. 배반의 장미
2. 슬픈 기대
3. 하늘만 허락한 사랑
4. 3자대면 (Remix Version)
5. 말해줘 (with 지누션)
6. 후애 (後愛)
7. 사랑갈등
8. Mystery
9. 눈동자
10. 프리마돈나의 사랑
11. 쉬운이별
12. 하늘만 허락한 사랑 (Karaoke Version)
13. 후애 (後愛) (Karaoke Version)
14. 배반의 장미 (Karaoke Version)
15. 슬픈 기대 (Karaoke Version)